# Піко
Піко (італ. Pico) — муніципалітет в Італії, у регіоні Лаціо,  провінція Фрозіноне.
Піко розташоване на відстані близько 105 км на південний схід від Рима, 27 км на південний схід від Фрозіноне.
Населення — 2944 особи (2014).
Покровитель — Sant'Antonino, Santa Marinella.

## Демографія
Населення за роками:

Станом на 1 січня 2023 року в муніципалітеті офіційно проживало 49 іноземців з 13 країн, серед них 32 громадяни країн Євросоюзу та 3 громадяни України.

## Сусідні муніципалітети
- Камподімеле
- Ленола
- Пастена
- Понтекорво
- Сан-Джованні-Інкарико